# La Tropicale Amissa Bongo 2016
Die 11. La Tropicale Amissa Bongo 2016 war ein Etappenrennen in Gabun und Kamerun und fand vom 18. bis zum 24. Januar 2016 statt. Sie war Teil der UCI Africa Tour 2016 und war dort in der Kategorie 2.1 eingestuft.

## Teilnehmende Mannschaften
| Professional Continental Teams (3)- Direct Énergie - Fortuneo-Vital Concept - Funvic Soul Cycles-Carrefour Continental Teams (2)- Skydive Dubai-Al Ahli Club - Stradalli-Bike Aid Nationalmannschaften (9)- Algerien - Burkina Faso - Kamerun - Elfenbeinküste - Eritrea - Äthiopien - Gabun - Marokko - Ruanda |
| |

## Etappen
| Etappe    | Datum    | Etappenorte               | type             | Länge (km) | Etappensieger       | Gesamtführender          |
| --------- | -------- | ------------------------- | ---------------- | ---------- | ------------------- | ------------------------ |
| 1. Etappe | 18. Jan. | Kango – Lambaréné         | Flachetappe      | 146,6      | Andrea Palini       | Andrea Palini            |
| 2. Etappe | 19. Jan. | Fougamou – Mouila         | Flachetappe      | 105,8      | Andrea Palini       | Andrea Palini            |
| 3. Etappe | 20. Jan. | Lambaréné – Ndjolé        | Hügelige Etappe  | 129,5      | Adrien Petit        | Andrea Palini            |
| 4. Etappe | 21. Jan. | Oyem – Ambam              | Flachetappe      | 141,4      | Adil Jelloul        | Andrea Palini            |
| 5. Etappe | 22. Jan. | Meyo Kié – Oyem           | Flachetappe      | 118,6      | Adrien Petit        | Issak Tesfom Okubamariam |
| 6. Etappe | 23. Jan. | Kango – Libreville        | Einzelzeitfahren | 4,1        | Adrien Petit        | Adrien Petit             |
| 7. Etappe | 24. Jan. | Cap Estérias – Libreville | Flachetappe      | 132        | Jauhen Hutarowitsch | Adrien Petit             |

## Wertungstrikots
| Etappe         | Etappensieger        | Gesamtwertung     | Punktewertung | Bergwertung        | Sprintwertung      | Nachwuchswertung         | Bester Afrikaner   | Bester Gabuner        | Teamwertung            |
| -------------- | -------------------- | ----------------- | ------------- | ------------------ | ------------------ | ------------------------ | ------------------ | --------------------- | ---------------------- |
| 1              | Andrea Palini        | Andrea Palini     | Andrea Palini | Joseph Areruya     | Joseph Areruya     | Fisseha Belay            | Elyas Afewerki     | Glenn Morgan Molingui | Fortuneo-Vital Concept |
| 2              | Andrea Palini        | Andrea Palini     | Andrea Palini | Joseph Areruya     | JB Nsengimana      | JB Nsengimana            | JB Nsengimana      | Glenn Morgan Molingui | Fortuneo-Vital Concept |
| 3              | Adrien Petit         | Andrea Palini     | Andrea Palini | Joseph Areruya     | Tesfom Okubamariam | Abderrahmane Bouchlaghem | Tesfom Okubamariam | Glenn Morgan Molingui | Fortuneo-Vital Concept |
| 4              | Adil Jelloul         | Andrea Palini     | Andrea Palini | Temesgen Buru      | Abdelati Saadoune  | Abderrahmane Bouchlaghem | Tesfom Okubamariam | Glenn Morgan Molingui | Fortuneo-Vital Concept |
| 5              | Adrien Petit         | Tesfom Okbamariam | Andrea Palini | Patrick Byukusenge | Tesfom Okbamariam  | Hafetab Weldu            | Tesfom Okubamariam | Glenn Morgan Molingui | Fortuneo-Vital Concept |
| 6              | Adrien Petit         | Adrien Petit      | Andrea Palini | Patrick Byukusenge | Tesfom Okbamariam  | Abderrahmane Bouchlaghem | Tesfom Okubamariam | Glenn Morgan Molingui | Direct Énergie         |
| 7              | Jauheni Hutarowitsch | Adrien Petit      | Andrea Palini | Aron Debretsion    | Tesfom Okbamariam  | Abderrahmane Bouchlaghem | Tesfom Okubamariam | Glenn Morgan Molingui | Direct Énergie         |
| Wertungssieger | Wertungssieger       | Adrien Petit      | Andrea Palini | Aron Debretsion    | T. Okubamariam     | A. Bouchlaghem           | T. Okubamariam     | G. M. Molingui        | DEN                    |